# Maru Teferi
Maru Teferi (en hebreo: מארו טפרי‎, 17 de agosto de 1992) es un deportista israelí de origen etíope que compite en atletismo, especialista en la prueba de maratón.
Ganó una medalla de plata en el Campeonato Mundial de Atletismo de 2023, una medalla de plata en el Campeonato Europeo de Atletismo de 2022 y dos medallas en el Campeonato Europeo de Atletismo en Ruta de 2025.

## Palmarés internacional
| Campeonato Mundial         | Campeonato Mundial         | Campeonato Mundial | Campeonato Mundial |
| Año                        | Lugar                      | Medalla            | Prueba             |
| -------------------------- | -------------------------- | ------------------ | ------------------ |
| 2023                       | Budapest (Hungría)         | Medalla de plata   | Maratón            |
| Campeonato Europeo         |                            |                    |                    |
| Año                        | Lugar                      | Medalla            | Prueba             |
| 2022                       | Múnich (Alemania)          | Medalla de plata   | Maratón            |
| Campeonato Europeo en Ruta |                            |                    |                    |
| Año                        | Lugar                      | Medalla            | Prueba             |
| 2025                       | Bruselas/Lovaina (Bélgica) | Medalla de oro     | Maratón por equipo |
| 2025                       | Bruselas/Lovaina (Bélgica) | Medalla de bronce  | Maratón            |